# Апостольский викариат Луангпрабанга
Апостольский викариат Луангпрабанга (лат.  Apostolicus Vicariatus Luangensis Prabangensis) — территориально — административная единица Римско-Католической Церкви, приравненная к епархии, с центром в городе Луангпхабанг, Лаос. Апостольский викариат занимает северные провинции Лаоса Луангпхабанг, Сайнябули, Удомсай, Пхонгсали, Луангнамтха, Бокео.

## История
1 марта 1963 года Римский папа Иоанн XXIII издал буллу Ex quo Christus, которой учредил апостольский викариат Луангпхабанга, выделив его из апостольского викариата Вьентьяна.
В 1975 году, когда в Лаосе к власти пришли коммунистические власти, католические общины в апостольском викариате Луангпхабанга подверглись жестокому гонению. Из трех существовавших церквей одна была разрушена, другая — преобразована в полицейский участок, а третья использовалось как жилое помещение. Епископу разрешалось посещать только два из шести районов провинции и он должен был находиться в столице Лаоса Вьентьяне, потому что правительство не выдавало ему разрешения проживать на севере страны.
В 2003 году ситуация улучшилась. Местная католическая община купила землю для строительства резиденции епископа. В 2005 году в городе Банпонгванг был освящен новый храм, построенный в 1975 году.

## Ординарии
- епископ Lionello Berti (1.03.1963 — 24.02.1968);
- епископ Alessandro Staccioli (26.09.1968 — 29.11.1975).

## Источник
- Annuario Pontificio, Libreria Editrice Vaticana, Città del Vaticano, 2003, ISBN 88-209-7422-3
- Булла Ex quo Christus  (лат.)